# Olympische Winterspiele 2022/Biathlon – Mixed-Staffel
Die 4 × 6-km-Mixed-Staffel im Biathlon bei den Olympischen Winterspielen 2022 fand am 5. Februar 2022 um 17:00 Uhr Ortszeit (10:00 Uhr MEZ) statt. Austragungsort war das Nordische Ski- und Biathlonzentrum Guyangshu. Es war der eröffnende Biathlonwettkampf dieser Olympischen Spiele.
Im Anschluss an das Rennen fand im Stadion eine kurze Zeremonie statt. Dabei erhielten die Athleten auf dem Podest das Maskottchen Bing Dwen Dwen durch Olle Dahlin. Der Schwede ist Präsident des Weltverbandes IBU. Die Medaillenvergabe fand einen Tag später am Abend auf der sogenannten Medals Plaza in Zhangjiakou statt. Die Medaillen überreichte die Spanierin Marisol Casado als Mitglied des Internationalen Olympischen Komitees. Begleitet wurde sie dabei von Olle Dahlin aus Schweden, Präsident der IBU. Dieser übergab die Blumen an die Medaillengewinner. Danach wurde mit Ja, vi elsker dette landet die norwegische Nationalhymne zu Ehren der Sieger gespielt.

## Wettkampfbeschreibung
In der Mixedstaffel mussten zuerst zwei Frauen eine Laufstrecke von jeweils 6 km in drei Runden absolvieren; nach den ersten beiden Runden war jeweils einmal der Schießstand anzulaufen. Beim ersten Mal musste liegend, beim zweiten Mal stehend geschossen werden. Pro Schießeinlage standen den Athletinnen bis zu drei Nachladepatronen zur Verfügung. Für jede Scheibe, die nach Abgabe aller acht Schüsse nicht getroffen wurde, musste eine Strafrunde mit einer Länge von 150 m absolviert werden. Die Staffelübergabe erfolgte durch eine eindeutige Berührung am Körper innerhalb einer vorgegebenen Wechselzone. Nach zwei Frauen gingen nacheinander zwei Männer ins Rennen. Deren Laufstrecke betrug ebenfalls 6 km, die ebenfalls in drei Runden zu absolvieren waren. Für das Schießen galten die gleichen Regeln wie bei den Frauen. Der letzte Athlet lief am Ende seiner dritten Laufrunde nicht mehr in die Wechselzone, sondern direkt ins Ziel. Sieger wurde diejenige Nation, deren Staffel als erste das Ziel erreichte.
Totalanstieg: 4 × 216 m, Maximalanstieg: 20 m, Höhenunterschied: 35 m
20 Staffeln am Start, davon 4 überrundet.

## Ergebnisse
| Rang | Nation Athleten                                                                         | Zeit (h)  | Strafrunden + Nachlader                                                 |
| ---- | --------------------------------------------------------------------------------------- | --------- | ----------------------------------------------------------------------- |
| 1    | Norwegen Marte Olsbu Røiseland Tiril Eckhoff Tarjei Bø Johannes Thingnes Bø             | 1:06:45,6 | 3+13 (1+6 2+7) 0+1 (0+1 0+0) 3+6 (1+3 2+3) 0+3 (0+0 0+3) 0+3 (0+2 0+1)  |
| 2    | Frankreich Anaïs Chevalier-Bouchet Julia Simon Émilien Jacquelin Quentin Fillon Maillet | 1:06:46,5 | 3+11 (0+5 3+6) 1+5 (0+2 1+3) 0+2 (0+2 0+0) 2+3 (0+0 2+3) 0+1 (0+1 0+0)  |
| 3    | ROC Uljana Nigmatullina Kristina Reszowa Alexander Loginow Eduard Latypow               | 1:06:47,1 | 1+13 (0+4 1+9) 0+5 (0+2 0+3) 1+4 (0+1 1+3) 0+2 (0+0 0+2) 0+2 (0+1 0+1)  |
| 4    | Schweden Hanna Öberg Elvira Öberg Martin Ponsiluoma Sebastian Samuelsson                | 1:07:31,6 | 0+13 (0+7 0+6) 0+3 (0+2 0+1) 0+5 (0+3 0+2) 0+3 (0+0 0+3) 0+2 (0+2 0+0)  |
| 5    | Deutschland Vanessa Voigt Denise Herrmann Benedikt Doll Philipp Nawrath                 | 1:07:50,1 | 2+18 (1+10 1+8) 2+6 (1+3 1+3) 0+6 (0+3 0+3) 0+4 (0+3 0+1) 0+2 (0+1 0+1) |
| 6    | Belarus Dsinara Alimbekawa Hanna Sola Mikita Labastau Anton Smolski                     | 1:08:00.2 | 2+14 (0+7 0+6) 0+2 (0+1 0+1) 2+6 (0+3 2+3) 0+2 (0+0 0+2) 0+4 (0+2 0+2)  |
| 7    | Vereinigte Staaten Susan Dunklee Clare Egan Sean Doherty Paul Schommer                  | 1:08:58,3 | 1+12 (1+8 0+4) 0+5 (0+4 0+2) 0+1 (0+1 0+0) 1+5 (1+3 0+2)                |
| 8    | Schweiz Amy Baserga Lena Häcki Benjamin Weger Sebastian Stalder                         | 1:09:09,0 | 2+11 (2+6 0+5) 1+4 (1+3 0+1) 0+1 (0+0 0+1) 0+2 (0+0 0+2)                |
| 9    | Italien Lisa Vittozzi Dorothea Wierer Thomas Bormolini Lukas Hofer                      | 1:09:25,3 | 2+14 (0+4 2+10) 0+1 (0+0 0+1) 0+4 (0+1 0+3) 1+3 (0+0 1+3) 1+6 (0+3 1+3) |
| 10   | Österreich Julia Schwaiger Lisa Hauser Simon Eder Felix Leitner                         | 1:09:44,2 | 2+13 (1+6 1+7) 1+5 (0+2 1+3) 1+3 (1+3 0+0) 0+4 (0+1 0+3) 0+1 (0+0 0+1)  |
| 11   | Finnland Suvi Minkkinen Mari Eder Tero Seppälä Olli Hiidensalo                          | 1:10:06,7 | 1+12 (1+6 0+6) 0+0 (0+0 0+0) 0+5 (0+2 0+3) 0+1 (0+1 0+0) 1+6 (1+3 0+3)  |
| 12   | Tschechien Jessica Jislová Markéta Davidová Mikuláš Karlík Michal Krčmář                | 1:10:20,2 | 3+17 (2+7 1+10) 0+5 (0+3 0+2) 0+3 (0+0 0+3) 3+6 (2+3 1+3) 0+3 (0+1 0+2) |
| 13   | Ukraine Walentyna Semerenko Julija Dschyma Artem Pryma Dmytro Pidrutschnyj              | 1:10:21,7 | 4+15 (3+9 4+6) 3+6 (2+3 1+3) 0+2 (0+0 0+2) 0+4 (0+3 0+1) 1+3 (1+3 0+0)  |
| 14   | Kanada Sarah Beaudry Emma Lunder Christian Gow Scott Gow                                | 1:11:12,4 | 3+17 (0+5 0+0) 0+4 (0+1 0+3) 2+6 (0+3 2+3) 1+3 (0+0 1+3)                |
| 15   | Volksrepublik China Meng Fanqi Chu Yuanmeng Yan Xingyuan Cheng Fangming                 | 1:11:28,1 | 0+12 (0+3 0+9) 0+3 (0+0 0+3) 0+5 (0+3 0+2) 0+2 (0+0 0+2) 0+0 (0+0 0+2)  |
| 16   | Estland Regina Oja Tuuli Tomingas Rene Zahkna Kristo Siimer                             | 1:11:56,5 | 1+14 (0+8 1+6) 0+4 (0+3 0+1) 1+3 (0+0 1+3) 0+2 (0+2 0+0) 0+5 (0+3 0+2)  |
| 17   | Slowakei Ivona Fialková Paulína Fialková Michal Šíma Tomáš Sklenárik                    | LAP       | 9+13 (9+9 0+4) 3+6 (3+3 0+3) 1+4 (1+3 0+1) 5+3 (5+3 LAP) 0              |
| 18   | Japan Fuyuko Tachizaki Sari Maeda Tsukasa Kobonoki Kōsuke Ozaki                         | LAP       | 3+11 (0+5 3+8) 0+6 (0+3 0+3) 3+5 (0+2 3+3) 0                            |
| 19   | Bulgarien Milena Todorowa Marija Sdrawkowa Wladimir Iliew Dimitar Gerdschikow           | LAP       | 3+9 (0+3 3+6) 1+5 (0+2 1+3) 2+4 (0+1 2+3) 0                             |
| 20   | Slowenien Polona Klemenčič Živa Klemenčič Jakov Fak Miha Dovžan                         | LAP       | 4+10 (3+4 1+6) 0+4 (0+1 0+3) 4+6 (3+3 1+3) 0                            |